# Otto Leiner
Otto Leiner (* 26. Juni 1856 in Konstanz; † 30. Januar 1931 ebenda) war ein deutscher Apotheker, Museumsleiter und Archivar.

## Leben und Wirken
Otto Leiner war der Sohn des Konstanzer Apothekers, Kommunalpolitikers und Museumsgründers Ludwig Leiner (* 1830, † 1901) und dessen Gemahlin Thekla, geb. Baur (* 1833, † 1896). Er besuchte in Konstanz das Gymnasium, lernte dann bei seinem Vater Pharmazie und arbeitete als pharmazeutischer Gehilfe in Münster, Flensburg, Ichenheim (Neuried) und Bern. Von 1878 bis 1880 studierte er Pharmazie in München und kehrte dann nach Konstanz zurück, wo er seinen Vater sowohl bei der Leitung der Malhaus-Apotheke unterstützte, die er 1893 ganz übernahm, als auch bei der Leitung des Rosgartenmuseums, zu dessen zweitem ehrenamtlichen Konservator er 1892 bestellt wurde. Im Verein für Geschichte des Bodensees und seiner Umgebung entlastete er seinen Vater seit 1898 um die Geschäftsführung in Konstanz, bevor er 1906 als Vertreter des Großherzogtums Baden in den Vorstand berufen wurde. Ebenfalls im Ehrenamt war Otto Leiner von 1893 bis 1905 Stadtarchivar von Konstanz, sodann von 1912 bis 1926 „staatlicher Pfleger für Kunst- und Altertumsdenkmäler“. Nach dem Tode seines Vaters übernahm er 1901 dessen Sitz im Konstanzer Stadtrat. 1918 verlieh ihm Großherzog Friedrich II. von Baden das Ritterkreuz erster Klasse des Ordens vom Zähringer Löwen.
Otto Leiner heiratete 1885 Martha, geb. Schiffmann, mit der er drei Söhne und zwei Töchter hatte, von denen ihm Bruno (* 1890, † 1954) in allen wichtigen Belangen nachfolgte. Zu seinen Enkeln zählen Sigrid von Blanckenhagen (* 1918, † 2005) und Ulrich Leiner (* 1921, † 1994).

## Schriften (Auswahl)
- Eine Gigantenfigur aus Konstanz. In: Badische Fundberichte. Band 1, 1925/28, S. 165–166. Digitalisat
- Ein Bronze-Depotfund bei Bermatingen. In: Badische Fundberichte. Band 1, 1925/28, S. 303. Digitalisat
- Das römische Konstanz. In: Badische Heimat. Band 13, 1926, S. 47–50.
- Die Mitglieder des Konstanzer Rates von 1550 bis 1800. In: Schriften des Vereins für Geschichte des Bodensees und seiner Umgebung. Band 27, 1898, S. 148–160. Digitalisat
- Chronik der Stadt Konstanz. In: Schriften des Vereins für Geschichte des Bodensees und seiner Umgebung. Band 26, 1897, S. 114–117. Digitalisat
- Aus der Chronik der Stadt Konstanz 1893. In: Schriften des Vereins für Geschichte des Bodensees und seiner Umgebung. Band 23, 1894, S. 70–72. Digitalisat
- Aus der Chronik der Stadt Konstanz 1892. In: Schriften des Vereins für Geschichte des Bodensees und seiner Umgebung. Band 22, 1893, S. 112–113. Digitalisat
- Aus der Chronik der Stadt Konstanz 1891. In: Schriften des Vereins für Geschichte des Bodensees und seiner Umgebung. Band 21, 1892, S. 218–220. Digitalisat